# SVS Niederösterreich
SVS Niederösterreich is een Oostenrijkse tafeltennisclub die voortkomt uit een fusie tussen Vereinen SV Schwechat en Union Wolkersdorf in 1998. Het bezit begin 21e eeuw een van de sterkste mannenteams in Europa, dat in het seizoen 2007/08 de European Champions League won.

## Champions league 2007/08
SVS Niederösterreich won in 2008 voor het eerst de European Champions League door in de finale af te rekenen met meervoudig winnaar La Villette Charleroi. Het versloeg de Belgen in de dubbele ontmoeting met 3-0 en 3-2. Na de 3-0 zege in de eerste partij, was het punt dat Ryu Seung-min scoorde in de terugwedstrijd, door Aleksej Smirnov te verslaan (3-1), voldoende om de toernooizege veilig te stellen. Door zeges van Werner Schlager op Jean-Michel Saive (3-0) en van Chen Weixing op Smirnov (3-1) won het niettemin ook de tweede partij. Voor de Belgen won alleen Vladimir Samsonov zijn beide partijen, tegen Weixing (3-1) en Seung-min (3-2). Hij verloor bij de eerste ontmoeting van Schlager.
Het was een lang verhoopte revanche voor Niederösterreich, want La Vilette kaapte zowel in 2000/01, 2001/02 als 2006/07 in de finale de toernooizege voor haar neus weg. In de eindstrijd van 1999/00 ging de Oostenrijkse ploeg al met twee keer 3-0 kansloos onderuit tegen het Duitse Borussia Düsseldorf.

## Selectiespelers
Onder meer de volgende spelers speelden minimaal één wedstrijd voor het vertegenwoordigende team van SVS Niederösterreich:
| - Daniel Habesohn - Wang Hao - Yoon Jae-young - Ma Lin | - Kostadin Lengerov - Michael Pichler - Qian Qianli - Werner Schlager | - Ryu Seung-min - Chen Weixing - Hou Yingchao - Yo Kan |